# Saletto
Saletto település Olaszországban, Veneto régióban, Padova megyében. Lakosainak száma 2810 fő (2018. január 1.). Saletto Montagnana, Noventa Vicentina, Poiana Maggiore, Santa Margherita d’Adige, Megliadino San Fidenzio és Ospedaletto Euganeo községekkel határos.

## Népesség
A település lakossága az elmúlt években az alábbi módon változott:

| 2017 | 2 783 |
| 2018 | 2 810 |